# Indutrade
Indutrade AB er en svensk industrikoncern, som består af ca. 200 virksomheder i 27 lande. De har to hovedretninger: Selskaber med salg af industriteknologi og virksomheder med egne fremstillede produkter. Indutrade-koncernen omsætter for 15 mia. svenske kroner og har 6.156 ansatte. 
Siden 2005 har Indutrade været børsnoteret på Stockholmsbörsen. L E Lundbergföretagen ejer 25,6 % af aktierne.